# (38312) 1999 RO107
1999 RO107 (asteroide 38312) é um asteroide da cintura principal. Possui uma excentricidade de 0.09719360 e uma inclinação de 8.46391º.
Este asteroide foi descoberto no dia 8 de setembro de 1999 por LINEAR em Socorro.